# Kniphofia nana
Kniphofia nana är en grästrädsväxtart som beskrevs av Wessel Marais. Kniphofia nana ingår i Fackelliljesläktet som ingår i familjen grästrädsväxter.
Artens utbredningsområde är Kongo-Kinshasa. Inga underarter finns listade i Catalogue of Life.